# Noerdange
Noerdange (en luxemburguès: Näerden; en alemany:  Noerdingen) és una vila de la comuna de Beckerich, situada al districte de Diekirch del cantó de Redange. Està a uns 21 km de distància de la ciutat de Luxemburg.